# Churros (Pays valencien)
Pour les articles homonymes, voir Churro (homonymie).

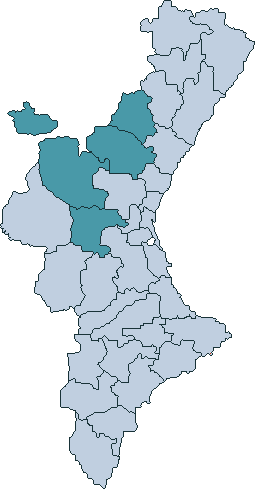
Localisation des comarques churras sur une carte comarcale de la Communauté valencienne.

Les Churros (en valencien Xurros) sont, selon l’appellation familière, les habitants du Pays valencien résidant dans des comarques majoritairement repeuplées par des populations d'origine aragonaise au cours de la conquête du royaume de Valence par Jacques Ier d'Aragon, et qui parlent une modalité de castillano-aragonais particulière, le castillan churro, avec des emprunts lexicaux et morphologiques au valencien,,,.
Les comarques churras sont :
- Alto Mijares
- Alto Palancia
- Los Serranos
- Rincón de Ademuz (comarque enclavée entre la province de Teruel et celle de Cuenca)
- Hoya de Buñol

Elles sont toutes limitrophes avec la province de Teruel, à l'exception de la Hoya de Buñol.
La comarque de Requena-Utiel, bien qu'étant castillanophone, n'est pas considérée comme churra, car il s'agit d'une entité traditionnellement rattachée à Castille-La Manche, et qui fut incorporée à la province de Valence au cours du XIXe siècle, après sa séparation de la province de Cuenca, à l'exception des villages de Sinarcas et Chera, lesquels dès le XIIIe siècle font partie du Royaume de Valence.